# Imatrankoski

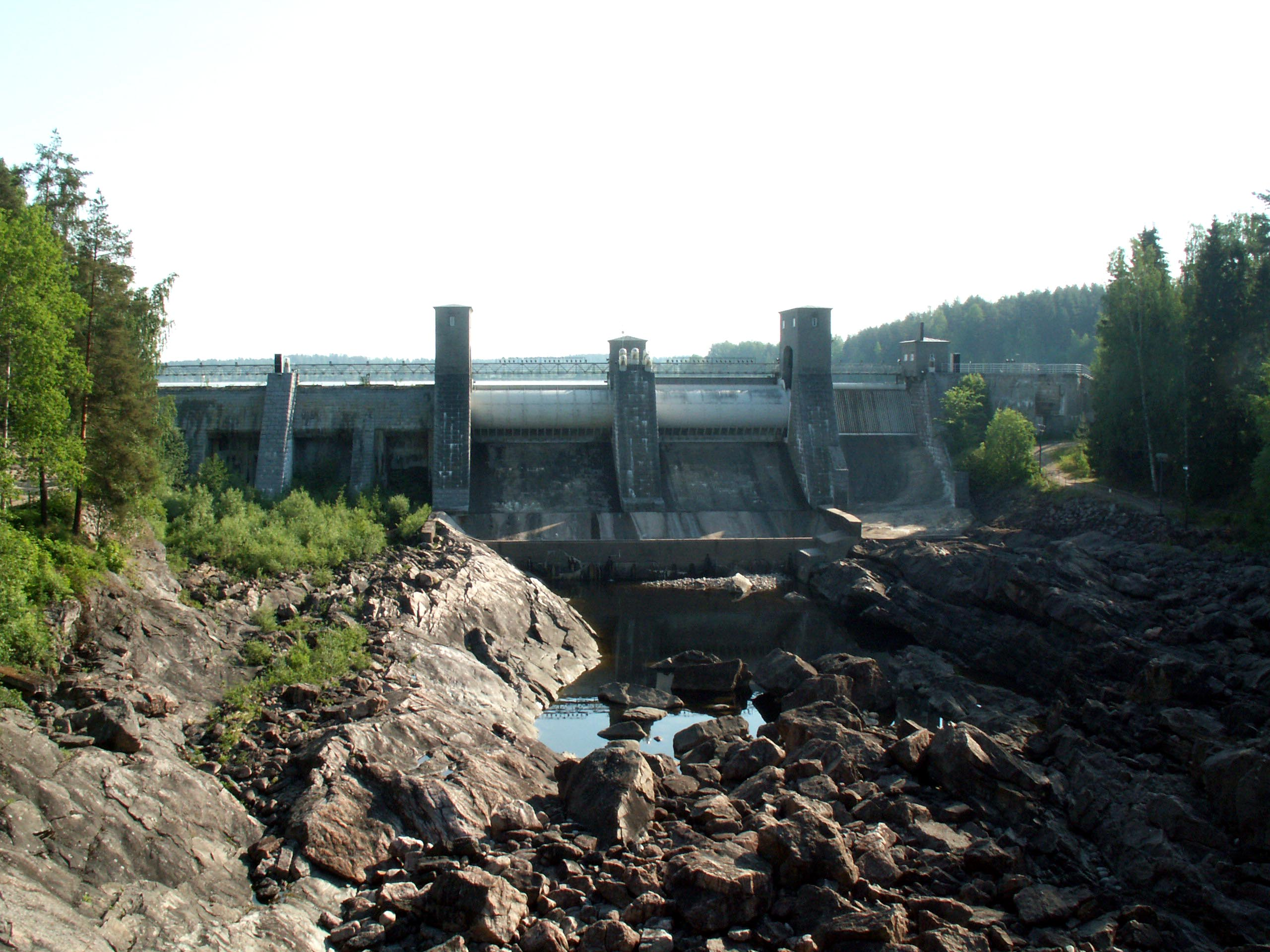
Imatrankoski, sluizen dicht

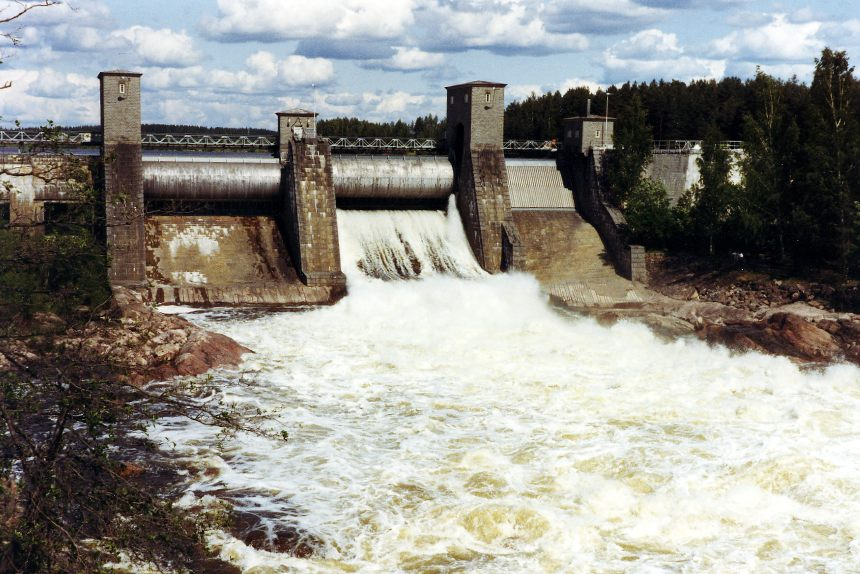
Imatrankoski, sluizen open

Imatrankoski is een bij de Finse stad Imatra gelegen stroomversnelling (Fins: koski 'stroomversnelling') in de rivier de Vuoksi. Het is de grootste stroomversnelling van Europa.
De stroomversnelling is ontstaan nadat er water uit het Saimaameer door de Salpausselkä was heengebroken, zo'n 4000 - 5000 jaar geleden. Het verval is 18 meter. De Vuoksi mondt vervolgens uit in het Ladogameer.

## Toeristische attractie
De Imatrankoski is een van de oudste toeristische attracties van Europa. Reeds in 1772 kwam Catharina de Grote speciaal voor deze attractie naar Imatra. Op bevel van tsaar Nicolaas I werd in 1842 van het gebied rond de stroomversnelling een natuurpark gemaakt. Aan het einde van de 19e eeuw was de Imatrankoski een geliefde toeristenattractie geworden. Het toerisme kreeg in het begin van de 20e eeuw een extra impuls toen er vlak bij de stroomversnelling een luxe hotel werd gebouwd, Valtionhotelli genaamd.

## Elektriciteit
Sinds 1929 wordt het verval van de Vuoksi gebruikt om elektriciteit op te wekken. Sindsdien staat de stroomversnelling droog. Alleen in het toeristische seizoen opent men op gezette tijden de sluizen en laat men de stroomversnelling zijn natuurlijke gang gaan. Daarbij wordt de Karelia-suite (Alla Marcia) op. 11 van Jean Sibelius gespeeld.